# شیرافگن خان
علی‌قلی استاجلو معروف به شیرافگن خان (۱۶۰۷−؟) یک ترکمن بود که در آغاز در ایران صفوی و سپس در دربار گورکانی هند فعالیت کرد و در آنجا به جاگیردار باردامن در استان بنگال (۱۶۰۵–۱۶۰۷) تبدیل شد. او نخستین شوهر نورجهان (مهرالنسا) بود که او بعدها پس از مرگ علی‌قلی با جهانگیرشاه ازدواج کرد و به شهبانوی هند تبدیل شد.
عنوان شیرافگن خان («گلاویزکننده با شیر») توسط شاهزاده سلیم (جهانگیرشاه آینده) پس از اقدامات شایسته‌اش در طول جنگ با رانای موار به او داده شد. علی‌قلی خان استاجلو با دستور شاه اسماعیل دوم صفویان در ایران تحصیل کرد. او همانند همسرش به قندهار و سپس هند فرار کرده بود.
شیرافگن خان دختری به نام مهرالنسا بیگم داشت که با شهریار میرزا، پنجمین و کوچکترین پسر جهانگیر و رقیب شاه جهان، ازدواج کرد.

## Sources
- Chandra, Satish (2005). Medieval India: From Sultanat to the Mughals Part - II. Har-Anand Publications. ISBN 978-8124110669.
- Eraly, Abraham (2000). Emperors of the Peacock Throne: The Saga of the Great Mughals. Penguin Books India. ISBN 978-0-14-100143-2.